# Dev Sol
Devrimci Sol (Gauche révolutionnaire), citée le plus souvent sous l'acronyme Dev Sol, était une organisation  armée d'extrême gauche turque, active entre 1978 et 1994.

## Histoire

### Origines et création
Les origines de l'organisation sont à rechercher dans les nombreux mouvements de la gauche radicale turque du début des années 1970, qui gravitent autour de la plus importante organisation de la gauche étudiante, la Fédération de la jeunesse révolutionnaire, Dev-Genç. Plusieurs petites organisations, estimant que le moment de lancer une lutte armée contre l'État turc, sont fondées par les membres les plus radicaux du mouvement étudiant: le THKP-C de Mahir Çayan, la THKO de Deniz Gezmiş ou le TKP/ML d'Ibrahim Kaypakkaya. Le coup d'État de 1971, la mort de Mahir Çayan et de la plupart des dirigeants les plus connus dans des affrontements armés avec les forces de l'ordre et l'emprisonnement de la plupart des militants dispersent ces organisations,.
En 1974, le gouvernement de coalition entre le CHP et le MSP (islamiste), dirigé par Bülent Ecevit, promulgue une amnistie générale. La libération de l'essentiel des prisonniers politiques permet la reconstitution de Dev-Genç. Au sein des sections d'Istanbul et d'Ankara du mouvement, de nombreux militants décident de reprendre l'héritage de  Mahir Çayan et du THKP-C. Ils fondent en 1977 une revue Voie révolutionnaire (Devrimci Yol), autour de laquelle se structure un mouvement du même nom. En 1978, un des rédacteurs de la revue, Dursun Karatas, publie une brochure dans laquelle il accuse le mouvement de se montrer trop peu offensif et appelle les partisans de la « ligne révolutionnaire » à le rejoindre. En novembre, il fonde Devrimci Sol, qui se veut clairement une organisation politico-militaire, se réclame du marxisme-léninisme et estime être le successeur du THKP-C,.
Dev Sol comptera entre 4 000 et 7 000 militants, principalement à Istanbul et à Izmir,.

### Actions
L'organisation va commettre des attaques de banques et des assassinats de personnalités de l’État de membres des forces de l'ordre, principalement à Istanbul. On considère que l'organisation est responsable, jusqu'au 12 septembre 1980, de la mort de 35 policiers, de 23 soldats et de 240 autres personnes. En juillet 1980, l'organisation assassine l'ancien Premier ministre Nihat Erim, responsable notamment des procès militaires et condamnations de centaines de membres de la THKO de Deniz Gezmiş,.

### Le coup d'État du 12 septembre
Le coup d'État de 1980 porte un rude coup à l'organisation. La plupart des membres sont emprisonnés. En 1981, lors du procès principal de l'organisation, 1243 prévenus défilent devant le tribunal. Au total, jusqu’au rétablissement de la démocratie, la répression frappe plus de 3 000 militants de Dev Sol.

### Après 1981
Après le coup d'État, l'organisation va peu à peu se restructurer. Dev Sol change de tactique : désormais toutes ses cibles seront uniquement des  policiers, des militaires et des hommes de renseignement liés à la lutte antiterroriste.

#### L'évasion de Dursun Karatas
En 1989, Dursun Karatas, emprisonné depuis le 26 novembre 1983, et Bedri Yagan, un autre dirigeant de l'organisation, vont s'évader de la prison de Bayrampaşa. Après deux tentatives d'évasion par tunnel souterrain, ils réussissent, le 26 octobre 1989, à quitter la prison, caché dans une ambulance de l'armée. En 2012, l'enquête prolongée sur le réseau Ergenekon révèle qu'un major de l'armée est fortement soupçonné d'avoir favorisé, voire organisé, l'évasion.

### Vers le DHKP-C
En avril-mai 1994, l'organisation tient son congrès à Damas, dirigé par Dursun Karatas. La décision de « se transformer en parti » est prise. Le nom du parti choisi est Parti révolutionnaire de libération du peuple (DHKP). L'aile « militaire » est nommée « le front », soit Parti-Front révolutionnaire de libération du peuple (DHKP-C). La nouvelle organisation met un terme à l'existence de Dev Sol.

## Idéologie et objectifs
L'organisation se réclame du marxisme-léninisme et de la lutte anti-impérialiste. Elle considère que la Turquie est une « colonie de l'impérialisme », dirigée par un État « fasciste et oligarchique », et qu'une révolution armée est nécessaire pour construire une société de type marxiste et socialiste.